# Clariger cosmurus
Clariger cosmurus är en fiskart som beskrevs av Jordan och Snyder, 1901. Clariger cosmurus ingår i släktet Clariger och familjen smörbultsfiskar. Inga underarter finns listade i Catalogue of Life.